# Château de Domblans
Le château de Domblans est un château fort de Domblans dans le Jura en Franche-Comté.

## Historique
Le château construit au bord de la Seille appartient aux seigneurs de Charrin. 

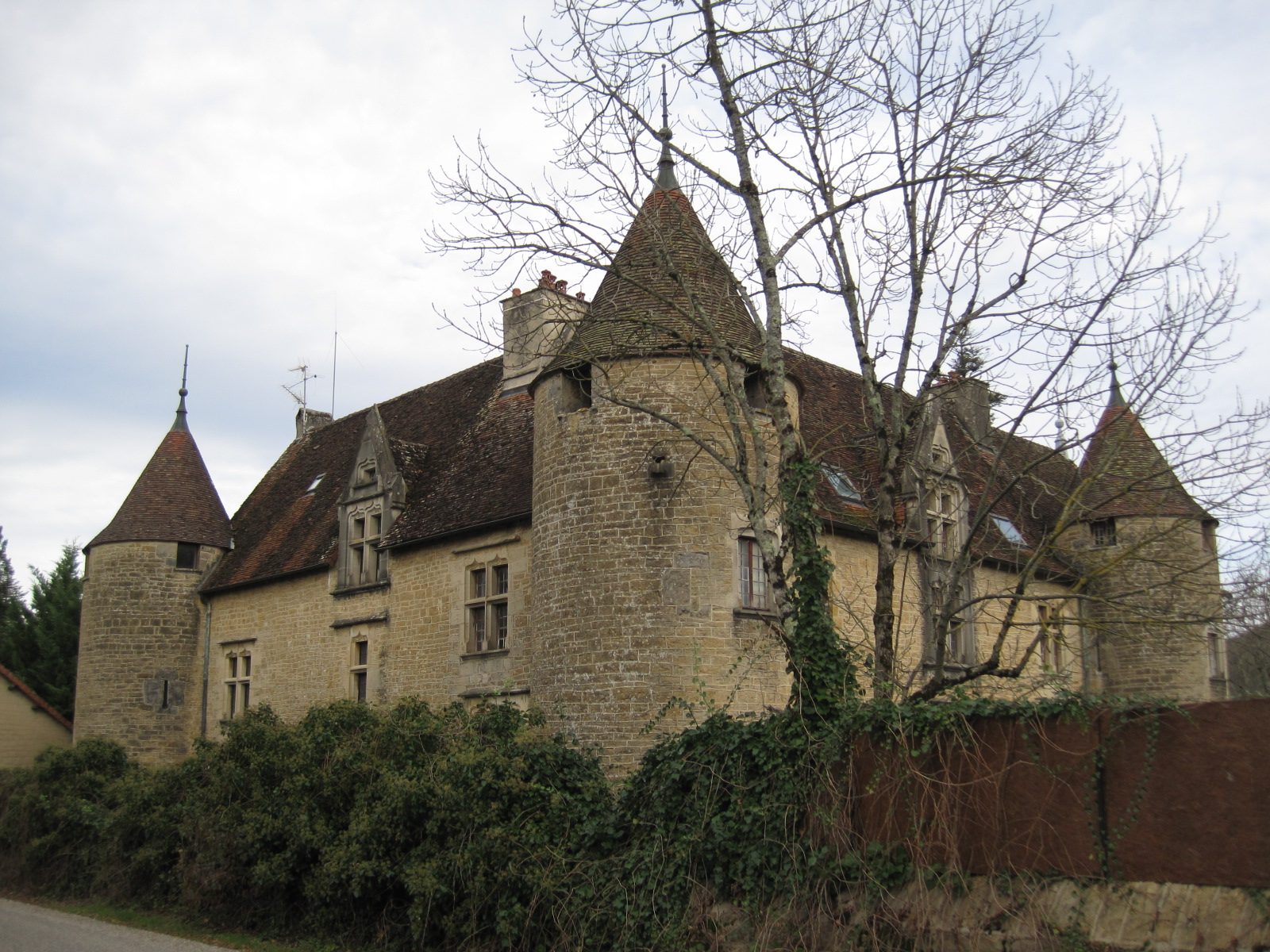
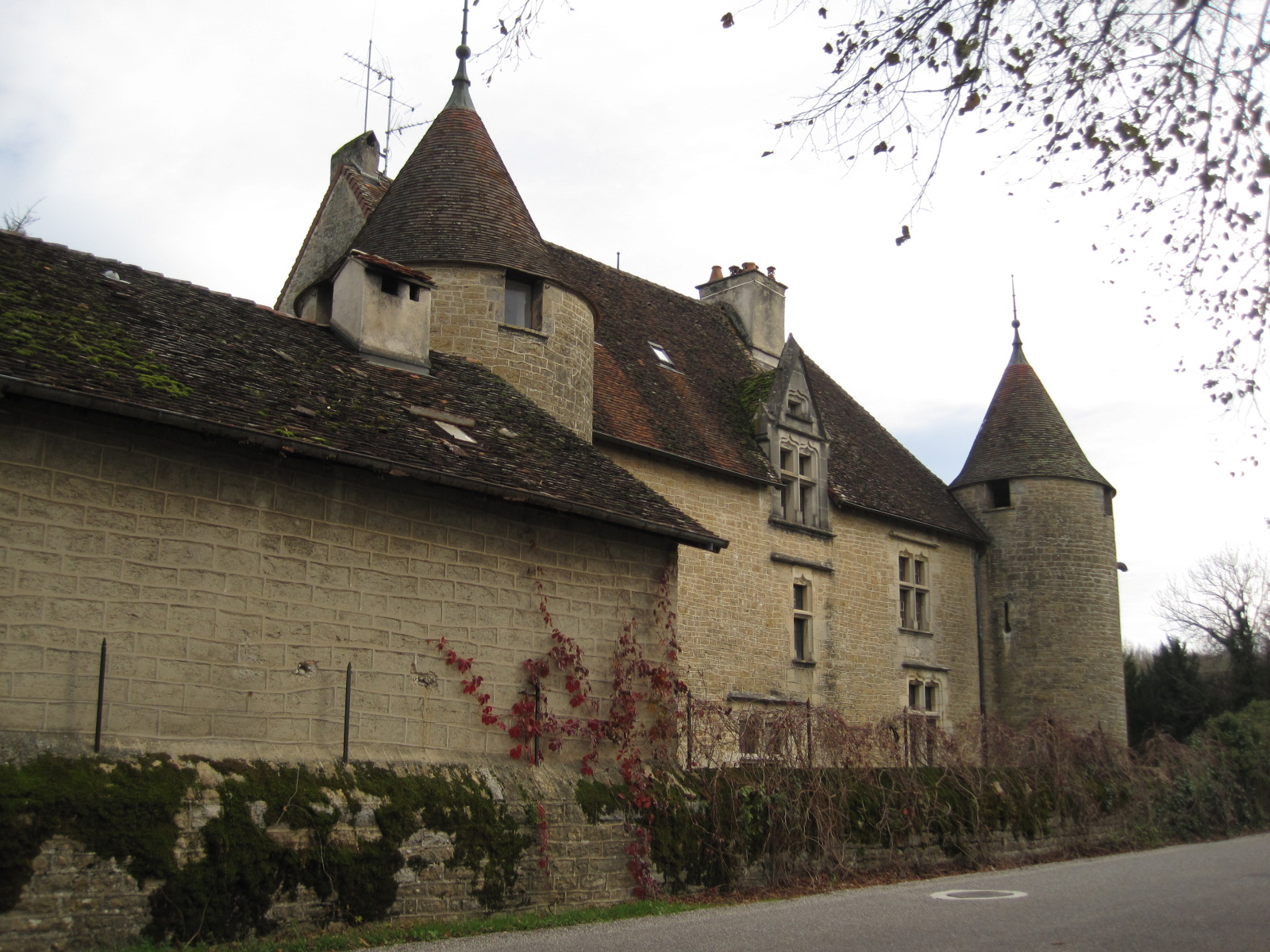
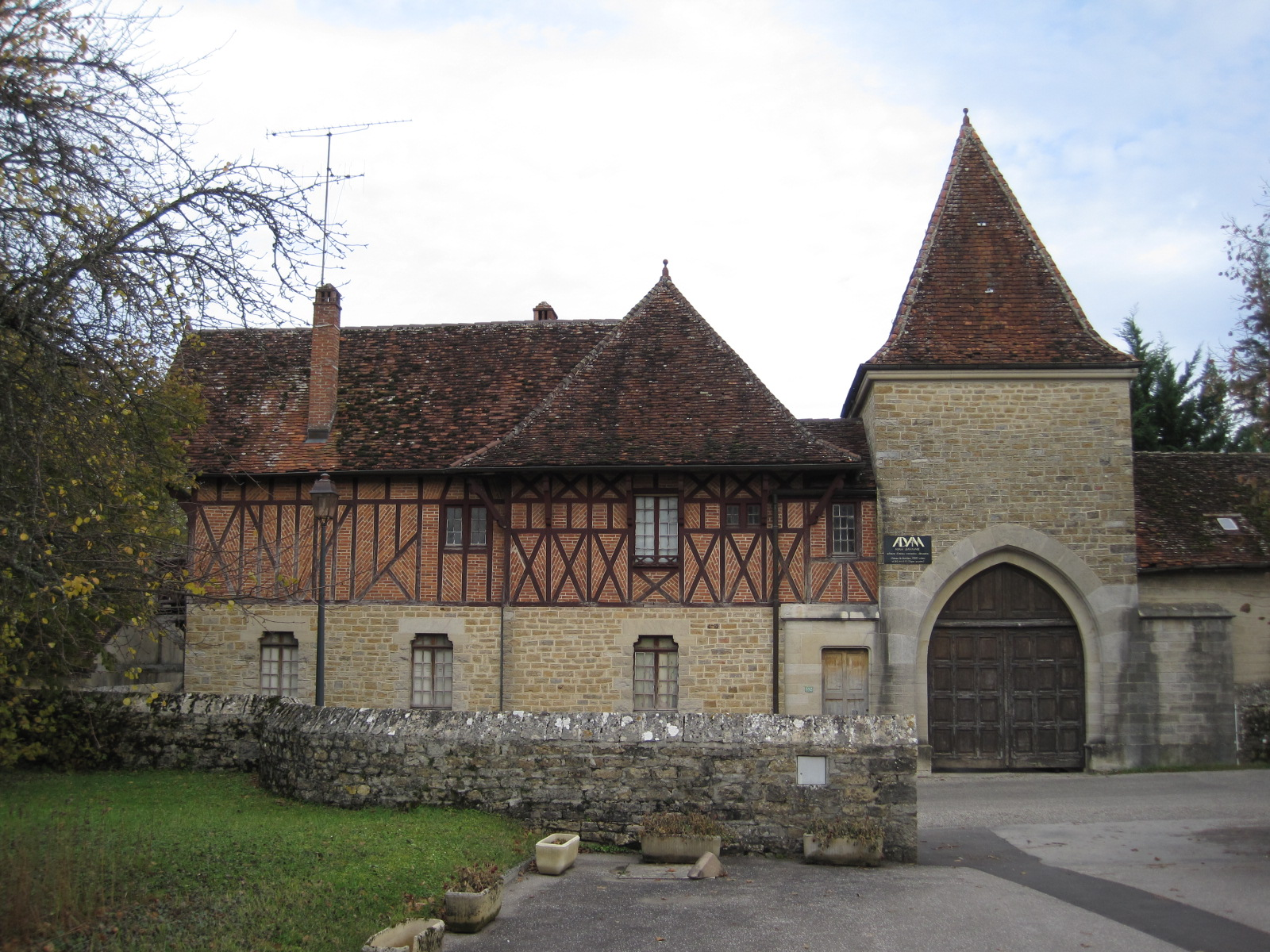
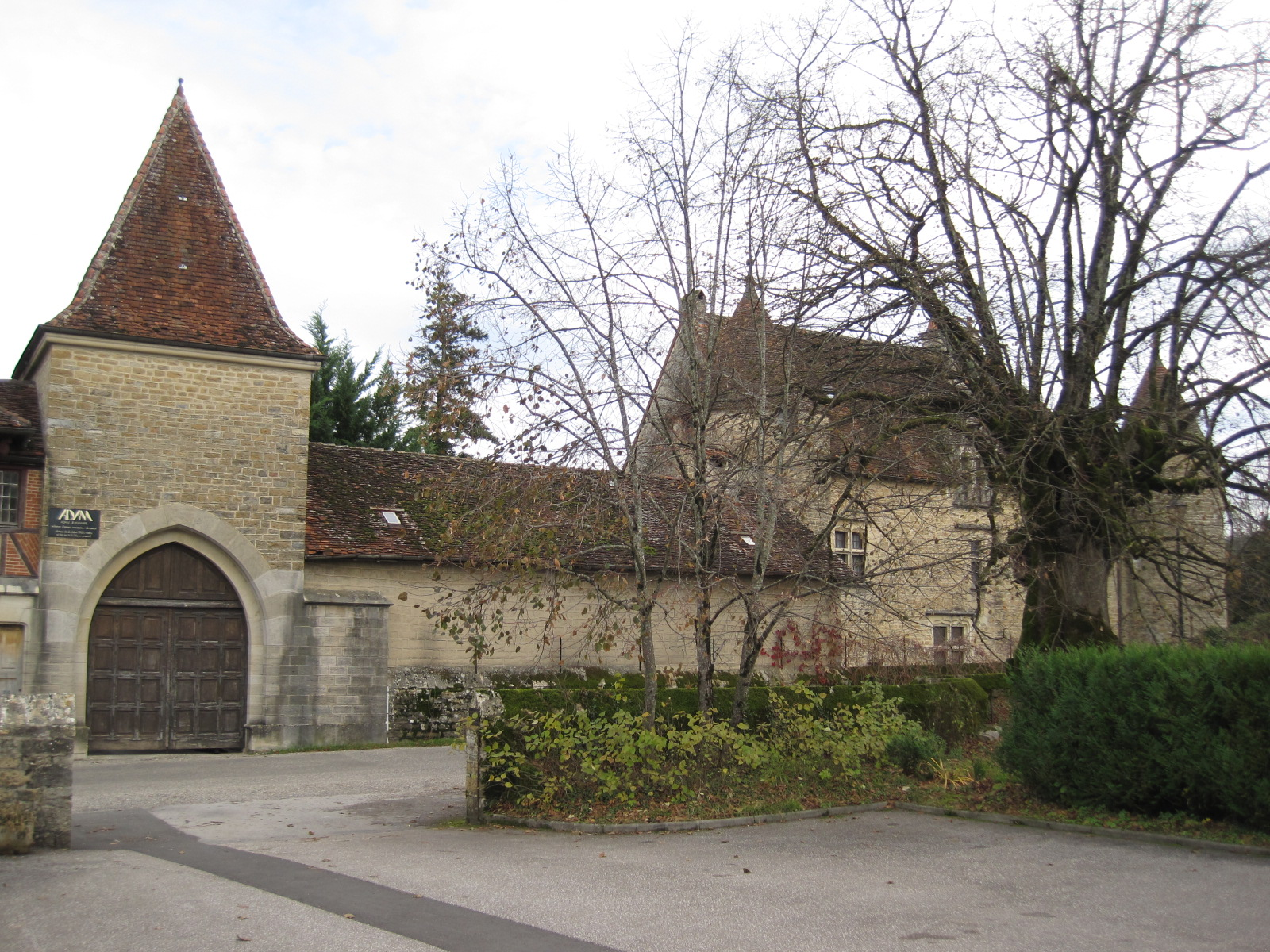

En 1444, l'écuyer et échanson du duc de Bourgogne, Claude de Vautravers achète la seigneurie de Domblans et le château aux héritiers du seigneur Antoine de Toulongeon. En 1446 il obtient du duc Philippe III de Bourgogne (Philippe-le-Bon) l’autorisation de reconstruire le château primitif après les dégradations subies lors de la guerre de Cent Ans
Durant les guerres de religion, Henri de Navarre, futur Henri IV, a fait une halte dans ce château et y a dormi.
Le château est ensuite la propriété de la famille Timonet de Gaudières qui le vend en 1817. Il est entièrement restauré par la famille Vermot fin XIXe et début XXe siècle (Usines Charles Vermot. Chatenois-les-Forges. fabricant d'essieux et ressorts).
En 1950, Paul Vermot revend le château à un de ses associés M. Bannaud (également son ancien mécanicien d'hydravion durant la 1re guerre mondiale). M. Bannaud a également créé à Domblans des ateliers de fabrication d'essieux et de ressorts.
Un nouveau propriétaire Jean-Marie Adam (architecte d’intérieur et décorateur d'une centaine de discothèques) a exploité durant une trentaine d'années dans son château la discothèque « Le Babylone ». Cette discothèque, renommée dans la région, a été fermée en 2012 en raison d'un problème de réglementation sécuritaire. Jean-Marie Adam est décédé en juillet 2015. Le château a été mis en vente à la succession.
En 2018, le château est en cours de travaux et de réaménagement par ses nouveaux propriétaires pour devenir un restaurant de qualité.